# Myrsine coriacea
Myrsine coriacea är en viveväxtart som först beskrevs av Olof Swartz, och fick sitt nu gällande namn av Robert Brown, Roemer och J.A. Schultes. Myrsine coriacea ingår i släktet Myrsine och familjen viveväxter.

## Underarter
Arten delas in i följande underarter:
- M. c. coriacea
- M. c. nigrescens
- M. c. reticulata